# 튀김
튀김(문화어: 튀기)은 야채, 생선, 고기 따위의 식재료를 밀가루 등으로 튀김 옷을 입힌 후 끓는 기름에 넣어 그 식재료가 기름에 충분히 잠긴 상태에서 짧은 시간내에 고온으로 가열한 음식을 가리킨다. 식재료는 고온의 기름 속에서 발생하는 대류현상에 의해 가열되는데, 이때 탈수, 흡유 현상이 일어나서 독특한 맛을 내게 하고 영양가의 손실도 적게 한다.
분식점과 같은 길거리 음식이나 대형 식당에서 많이 조리된다. 튀김을 하는 식재료에는 제한이 없으며, 튀김들은 대부분 재료 본연의 맛을 살린 음식이기 때문에, 진한 맛의 양념보다 간장과 같은 조미료를 곁들이는 것이 적합하다. 간식으로 먹기 좋은 음식인 것은 물론, 술안주로 먹기에도 적합한 요리이다. 튀김옷으로는 녹말가루, 빵가루, 밀가루 등을 주로 사용한다.
튀김요리의 원조국은 중국과 포르투갈이다. 포르투갈의 영향으로 인해 영국의 피시앤칩스, 벨기에의 감자튀김(프렌치 프라이), 일본의 덴푸라(てんぷら), 미국에서 프라이드치킨이 탄생했다고 할 수 있다.

## 역사

### 전래
로마제국은 이베리아 반도에 올리브 숲을 조성하여 식용유 공급기지로 삼았다. 이런 영향으로 포르투갈은 올리브 오일이 풍부 했고 튀김 요리문화도 발달해 있었다. 또한 포르투갈은 15세기에 대항해 시대를 열었던 해양강국 답게 해산물을 많이 먹었으며 유럽에서 처음으로 생선을 기름에 튀겨 먹기 시작했다. 튀김조리법은 포르투갈 뿐만 아니라 중세에 올리브 오일이 많이 생산되는 지중해 연안 지역에서 많이 전해내려 오는 식품 조리법이기도 했다.
스페인이 1580년에 포르투갈을 병합한 후 통합 군주였던 펠리페 2세는 이교도에 대한 탄압의 강도를 높였다. 많은 유대인들이 종교의 자유를 위해서 영국, 스코틀랜드, 벨기에, 네덜란드 등으로 이주하였는데, 이때 이주한 유대인들에 의해 포르투갈의 튀김 문화가 퍼져나갔다.
벨기에 지역에 전래된 튀김문화는 감자를 길고 잘게 잘라서 튀겨먹는 오늘날의 프렌치프라이(French Fry)의 원조가 되었다. 영국으로 이주한 이들이 전파한 생선튀김은 훗날 피시앤칩스라는 요리의 기원이 되었다. 16세기에 포르투갈 선교사들이 튀김문화를 일본에 전래했는데, 이로 인해 일본에 덴푸라(てんぷら)가 탄생하게 되었다. 포르투갈 흑인 노예상들에 의해 서아프리카로 전래된 튀김문화는 흑인노예들과 함께 미국으로 건너가 오늘날에 미국식 프라이드치킨을 만들어냈다.
일반 가정집에서 튀김요리를 할 수 있을 정도로 식용유가 대중화 된 것은 20세기 들어서 면실유가 대량생산되면서 부터이다. 산업혁명과 인구증가로 식용과 공업용 기름의 수요가 증가하였고 튀김요리를 판매하는 음식점들이 늘어났으나, 동물성 기름의 생산에는 한계가 있었으며 곡물씨앗을 분쇄압착하는 재래식 착유는 수율이 낮았다. 1856년에 영국에서 용매추출법이 개발되어 수율이 증가하였고 1911년, 미국 기업 P&G가 면실유를 반고체화 시킨 식용 쇼트닝을 대량생산하여 저렴한 가격으로 판매하면서 식용유의 대중화 시대가 열렸다.

### 한국
중국은 오래전부터 볶음과 튀김문화가 발달했다. 이는 수질이 나쁘고 내륙의 기후가 건조하였기 때문이다. 그러나 한반도의 사정은 이와 달랐다. 유럽과 중국에서는 밀을 많이 재배하였으나 한반도에서의 생산량은 적었기 때문에 밀가루는 예로부터 귀한 식재료에 속했으며 식용유 역시 귀했기 때문에 일부 권력층 또는 부유층에서만 명절 등에 참기름이나 들기름을 사용할 수 있었다. 주로 지짐이, 부침개, 볶음 등의 요리였을 뿐 튀김요리는 크게 발달하지 못했으나 일제강점기 때 일본의 덴푸라 등의 영향을 받게 되었다. 1960년대 들어 식용유에 대한 수요가 증가했으나 재래식 착유(搾油)는 수율이 저조하여 자급률이 낮았다. 식용유 수요의 대부분을 수입에 의존했기 때문에 가격은 여전히 높았다. 튀김요리가 한국사회에서 대중화 된 시기는 1970년대 초반부터이다.
밀가루가 대중적인 식재료가 된 것은 한국전쟁이후 부터였다. 해외로부터 무상원조와 유상수입이 대규모로 이루어진 때문이었다. 또한 1971년에 사조해표의 전신인 동방유업이 국내에서는 최초로 용매추출법을 이용하여 콩기름을 대량하면서 식용유 값이 저렴해진 덕분에 서민들도 튀김요리를 할 수 있게 되었다. 1980년대 들어 외래종인 식용 육계 품종의 사육이 국내에서 대규모 기업형양계가 시작되면서 한국에서도 닭튀김(일명 후라이드 치킨) 전문점들이 본격적으로 들어서기 시작했다.

## 종류
- 가라아게 페스티벌
- 감자 칩
- 감자 튀김
- 고구마튀김
- 고로케
- 곡자이
- 김말이튀김

- 닭튀김
- 덴돈
- 덴푸라
- 돈가스
- 돈가스 (한국 요리)

- 란고시
- 로크마
- 루치

- 맛감자
- 맛탕
- 멘보샤

- 바라 (음식)
- 바쓰
- 반죽 튀김 목록
- 본다
- 분디

- 새우튀김
- 생선 스틱
- 생선 튀김
- 세서미 치킨
- 셰크셰크
- 스팸 프리터

- 아카라
- 어니언 링
- 어묵고로케
- 에그 롤
- 오레예트
- 오징어 튀김

- 짜 조

- 천사의 날개
- 치미창가
- 친 친
- 치킨 (한국 음식)

- 카레빵
- 카리팝
- 코시냐
- 코코넛 슈림프
- 콘도그
- 크로켓
- 크루푹
- 클레네트
- 킵베

- 탕수육
- 탕추
- 트윙키

- 파스테우
- 파스텔 (인도네시아 음식)
- 파코라
- 파타콘
- 팔라펠
- 패래매시
- 페스티뇨
- 페이시뉴 다 오르타

- 프라이드 치킨
- 프라이브레드
- 프레어리 오이스터 (음식)
- 프리터 (음식)
- 피시 앤드 칩스
- 필료

- 해시 브라운
- 회오리감자
- 후슈르

## 같이 보기
- 튀기기
- 튀김기
- 식용유
- 밀가루